# نوبر

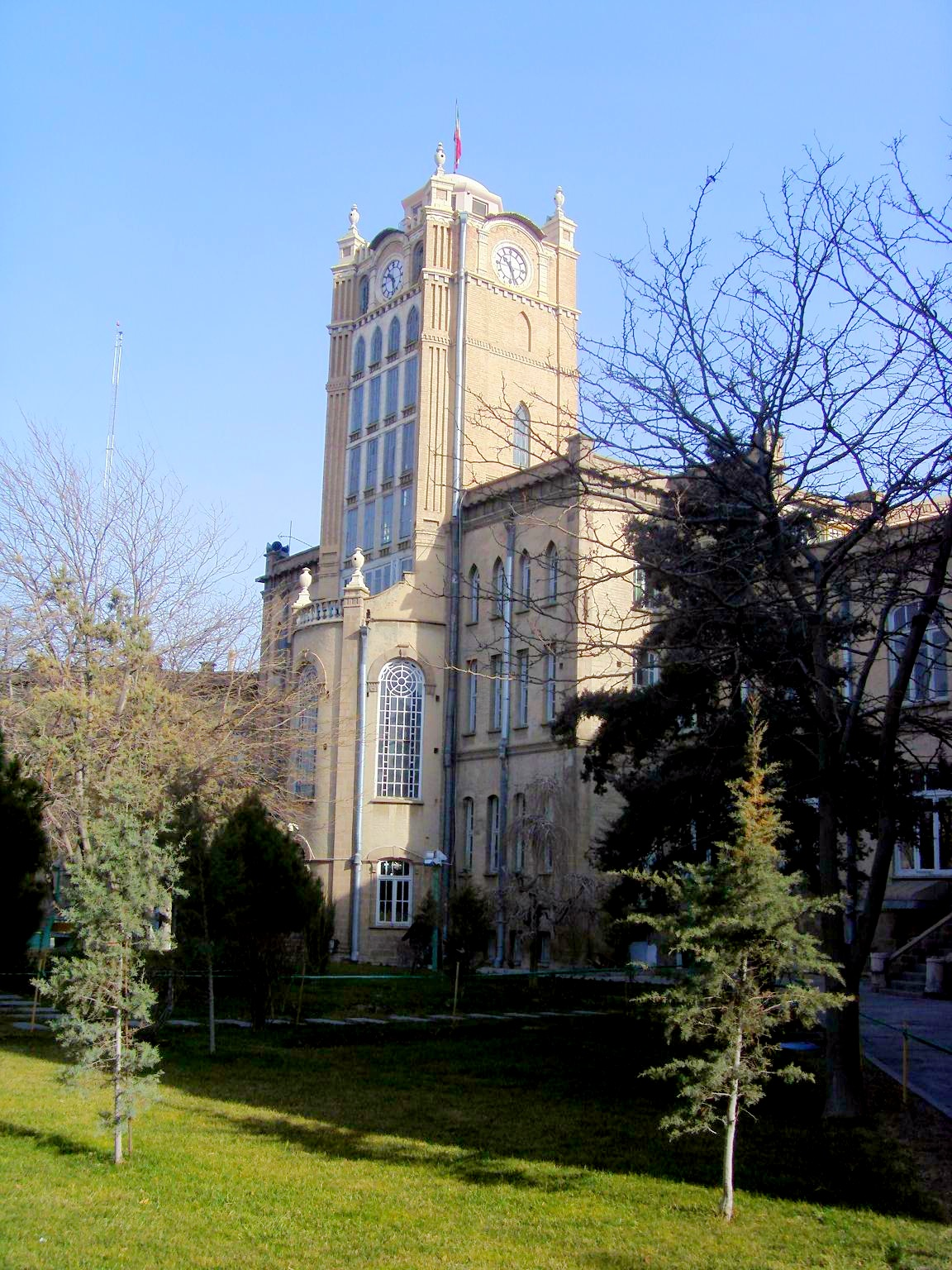
کاخ شهرداری تبریز؛ این بنا به‌دست نیروهای آلمانی بر روی گورستان نوبر ساخته شده است که از بالا به شکل عقاب در آمده است.

نوبر یکی از محله‌های بزرگ و تاریخی شهر تبریز است که در مرکز این شهر واقع شده است. این محله از سمت شمال به محله‌های راسته‌کوچه و مهادمهین، از سمت جنوب به تپه‌های یانیق، از سمت شرق به محلهٔ خیابان و محله یمارالان و از سمت غرب به محله‌های چرنداب و مهادمهین محدود شده است. از مهم‌ترین کوی‌های محلهٔ نوبر می‌توان حاج‌اسماعیل، له له بیگ (کوی شهید یوشاری)، سیدلر (جزو منطقه چرنداب است) و مقصودیه را نام برد که دارای کوچه‌های پیچاپیچ بسیاری هستند. همچنین قنات‌های اکبرآباد، توپچی‌باشی، فتح‌الله‌اف، قورچی‌باشی و ملاباشی در این محله قرار گرفته‌اند. محلهٔ نوبر صاحب ۲۶ مسجد مختلف است که مسجد قانلی (جزو منطقه چرنداب است) و مسجد میدان از مهم‌ترین آن‌ها هستند. باغ‌شمال که مجموعه‌ای متشکل از تأسیسات فرهنگی، مسکونی، نظامی و ورزشی است و نیز لشکر ۲۱ حمزهٔ سیدالشهدا در این محله واقع شده‌اند. مرکز محلهٔ نوبر، میدان مقصودیه می‌باشد که از نام مقصودبیگ نامی از سرداران دورهٔ صفویه گرفته شده است.

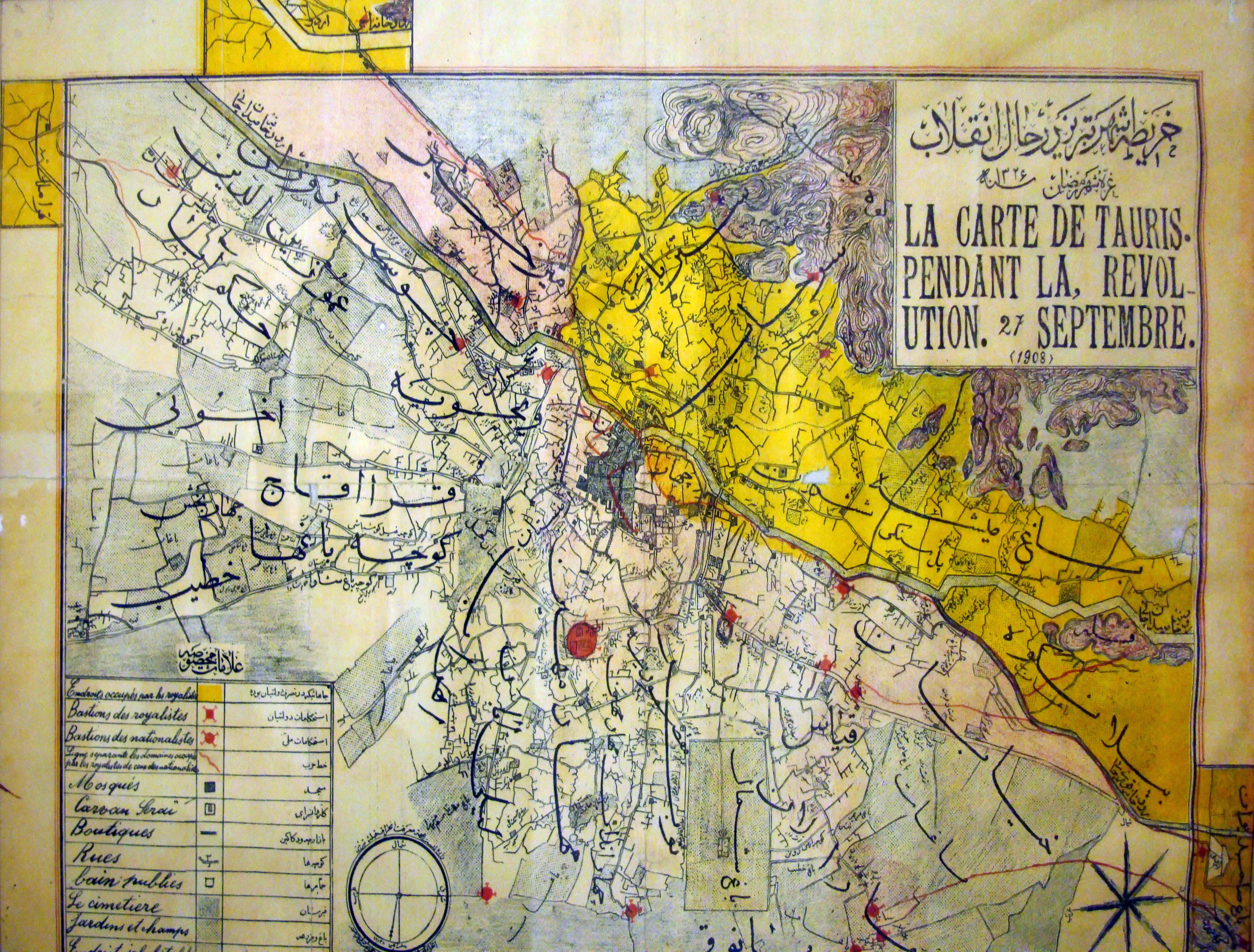
نقشه محلات تبریز -از جمله نوبر- در دوران مشروطه، سال ۱۹۰۸

## بناهای تاریخی
از آثار و بناهای تاریخی محلهٔ نوبر می‌توان به بازار امیر، بازار پنبه‌فروش‌ها، بازار قائم‌مقام، بازار مسگران، بازارچهٔ ساعدالملک، بازارچهٔ فراش‌باشی، پل میرزاارضی، چاپارخانه، حمام قاضی، خانهٔ حاج سیدباقر، خانهٔ حاج میرزاشفیع آقامجتهد، خانهٔ حاج صمد طاهباز، خانهٔ محمدآقا سرتیب، خانهٔ حاج میرزایوسف‌آقا، خانهٔ میرزاارضی، خانهٔ میرزاجلیل جاپارباشی، خانهٔ میرزاحسن قافی، خانهٔ میرزاصادق‌خان رئیس، خانهٔ نظام‌العلما، دروازهٔ باغ‌میشه، کاروانسرای حاج سیدحسین، کاروانسرای حاج شیخ‌جعفر، کاروانسرای حاج میرزاجعفر، کاروانسرای حاج‌حسین، کاروانسرای خلیل‌بیگ، کاروانسرای مراغه‌ای‌ها، کاروانسرای مرتضی‌قلی، کاروانسرای مهدی‌خان فراش‌باشی، کاروانسرای میرزااسماعیل، کاروانسرای میرزاتقی آجودان‌باشی، مسجد میرزاابراهیم، مسجد میرزامهدی قاضی، مقبرهٔ میرزامهدی قاضی، میدان چوب‌فروش‌ها و میدان هفت‌کچل اشاره کرد.

## اهالی سرشناس
- علی مسیو
- محمدعلی تربیت

## نقل‌قول‌ها
نادر میرزا دربارهٔ نوبر می‌نویسد:
کویی بس بزرگ است به جنوب شهر افتاده. مردمی بسیار و بیش‌تر باثروت و اهل تجارت‌اند و به همهٔ عمارات عالیه و بناهای باشکوه نهاده‌اند و صحن این ابنیه پر از اشعار مثمره و صنوبرهاست. فواکهٔ آن کوی ممتاز باشد. از آثار قدیمه در این کوی چیزی نباشد… کدخدای این محله میرزا لطفعلی‌خان جوانی است باهوش. این کدخدایی از پدر بدو رسیده و به لقب پدر کدخداباشی گویند و از دودمان بزرگ و وکیل دیوان‌خانه عم اوست. در این محله هنوز مسجدی به‌نام کدخداباشی وجود دارد.
حسین حافظ تبریزی در روضات‌الجنان دربارهٔ این محله می‌نویسد:
مرقد امیر سید رکن‌الدین جرجانی در سرپل نوبر گنبد عالی است و در جنب آن خانقاهی است منسوب به جلال طره که وزیری بوده… عمارت مقصودیه که از آثار مقصودبیگ بن حسن‌پادشاه آق‌قویونلو بوده و نام محلهٔ مقصودیه نیز مأخوذ از آن است، در این محله واقع بوده.